# Moritz Egert
Moritz Egert (* 2. März 1988 in Göttingen) ist ein deutscher Mathematiker und Professor an der Technischen Universität Darmstadt. Er beschäftigt sich mit partiellen Differentialgleichungen, Randwertproblemen und harmonischer Analysis.

## Leben und Wirken
Nach seinem Abitur im Jahr 2007 studierte Egert an der Technischen Universität Darmstadt Mathematik. Im Jahr 2012 beendete er sein Studium mit einem Master-Abschluss. Mit einem Stipendium der Studienstiftung des deutschen Volkes promovierte er mit der Note summa cum laude an der Technischen Universität Darmstadt. Nach einem ersten Post-Doc im Projekt IRTG 1529 wechselte er an die Universität Paris-Saclay, wo er zunächst als Sophie-Germain-Postdoc und später als Maître de Conférences tätig war. Seit 2021 ist er Professor an der Technischen Universität Darmstadt.
Zusammen mit Pascal Auscher verfasste er die Monografie Boundary value problems and Hardy spaces for elliptic systems with block structure verfasst, die mit dem Ferran Sunyer i Balaguer Prize ausgezeichnet wurde.
Außerdem ist Moritz Egert aus der zweiten Episode des preisgekrönten Podcasts Literatur-Rundschau von Jonas Sauer bekannt.
Moritz Egert ist verheiratet und hat zwei Kinder. In seiner Freizeit ist er Radsportler und startet für das DGD Racing Team.

## Veröffentlichungen (Auswahl)
- mit Robert Haller-Dintelmann und Patrick Tolksdorf: The Kato Square Root Problem for Mixed Boundary Conditions. In: Journal of Functional Analysis. Band 267, Nr. 5, 2014, S. 1419–1461, doi:10.1016/j.jfa.2014.06.003.
- On Kato's conjecture and mixed boundary conditions. PhD thesis. Sierke Verlag, Göttingen 2015, ISBN 978-3-86844-719-4 (tu-darmstadt.de [PDF]).
- mit Pascal Auscher, Simon Bortz und Olli Saari: Nonlocal self-improving properties: a functional analytic approach. In: Tunisian Journal of Mathematics. Band 1, Nr. 2, 2018, S. 151–183, doi:10.2140/tunis.2019.1.151 (arxiv.org [PDF]).
- mit Pascal Auscher: Boundary value problems and Hardy spaces for elliptic systems with block structure. In: ArXiv. 2020, doi:10.48550/arXiv.2012.02448 (arxiv.org [PDF]).